# William Land Park

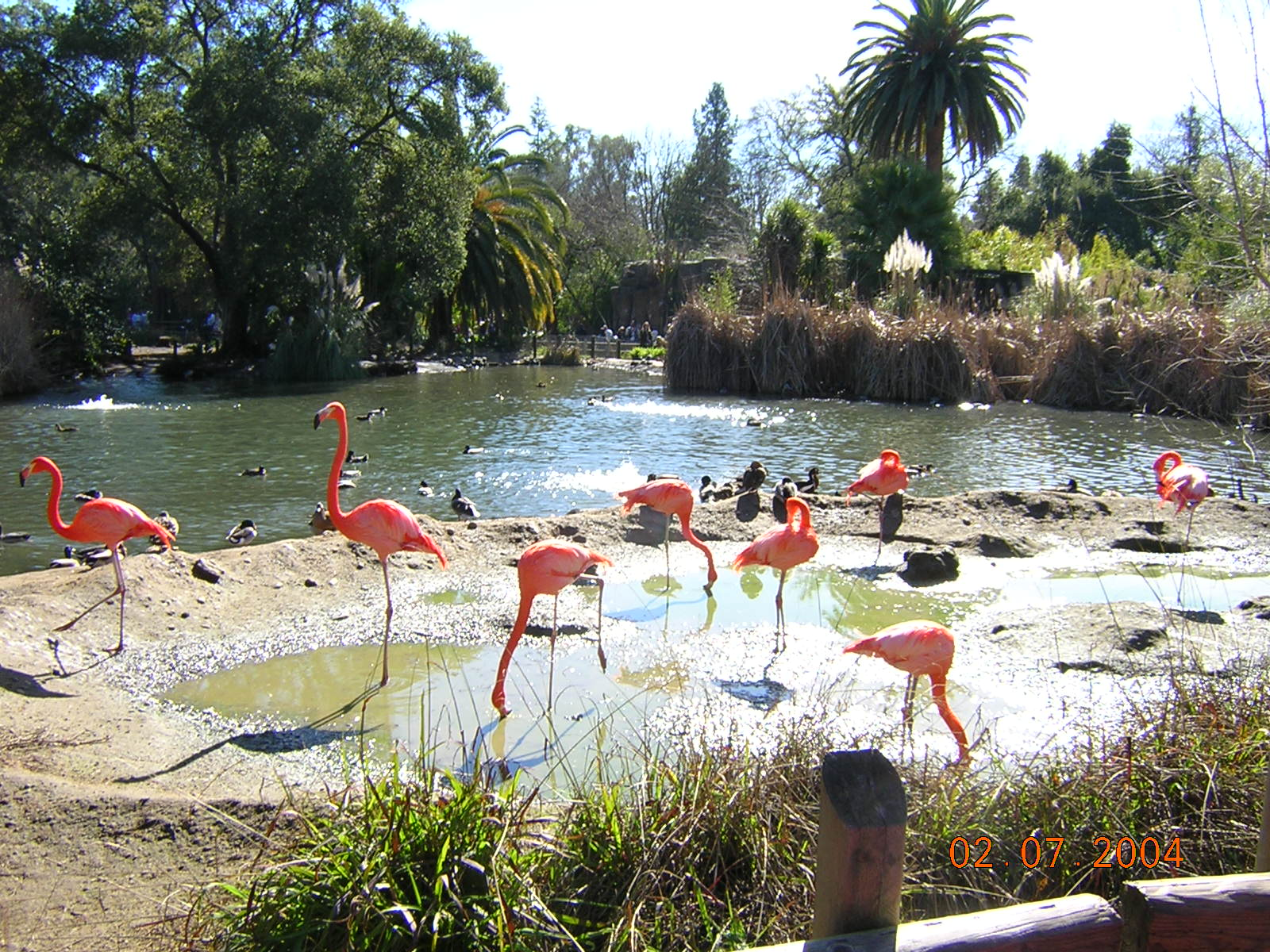
Flamingo's in de dierentuin van Sacramento in William Land Park

Het William Land Park of kortweg Land Park is een 1 km² groot stadspark in Sacramento, de hoofdstad van de Amerikaanse staat Californië. Het bevindt zich ten zuiden van downtown, tussen Interstate 5 in het westen en SR 160 (Freeport Boulevard) in het oosten. Het park werd vernoemd naar William Land, die in 1875 een hotel bouwde op de hoek van 2nd en K Street.
In het park zijn naast sportterreinen en picknickplaatsen een dierentuin (Sacramento Zoo), een attractiepark voor kinderen (Funderland), een thematische speeltuin (Fairytale Town) en een golfbaan.
Met Land Park wordt ook weleens de buurt rond het stadspark bedoeld.